# آپاچی ولز (آریزونا)
آپاچی ولز (به انگلیسی: Apache Wells) یک منطقهٔ مسکونی در ایالات متحده آمریکا است که در آریزونا واقع شده‌است. آپاچی ولز ۴۳۵ متر بالاتر از سطح دریا واقع شده‌است.